# Djémah
Djémah – miasto w Republice Środkowoafrykańskiej w prefekturze Haut-Mbomou. Miasto jest ośrodkiem administracyjnym podprefektury Djémah. Według danych statystycznych w 2003 r. miasto zamieszkiwało ok. 1,6 tys. mieszkańców.